# Hyloxalus parcus
Hyloxalus parcus es una especie de anfibio anuro de la familia Dendrobatidae.

## Distribución geográfica
Esta especie es endémica de la provincia de Zamora-Chinchipe en Ecuador. Habita a 1981 m de altitud en la Cordillera Oriental.

## Publicación original
- Rivero, 1991 : New Ecuadorean Colostethus (Amphibia, Dendrobatidae) in the collection of the National Museum of Natural History, Smithsonian Institution. Caribbean Journal of Science, vol. 27, n.º 1/2, p. 1-22[5]